# Orthogonioptilum servatia
Orthogonioptilum servatia är en fjärilsart som beskrevs av Gustav Weymer 1909. Orthogonioptilum servatia ingår i släktet Orthogonioptilum och familjen påfågelsspinnare. Inga underarter finns listade i Catalogue of Life.